# Estación de Cesantes
Cesantes es un apeadero ferroviario situado en el municipio español de Redondela, en la provincia de Pontevedra, comunidad autónoma de Galicia. Cuenta con servicios de Media Distancia operados por Renfe. 

## Situación ferroviaria
Se encuentra en el punto kilométrico 4,124 de la línea férrea de ancho ibérico que une Redondela con Santiago de Compostela, a 30 metros de altitud, entre las estaciones de Redondela-Picota y de Arcade. Está situado en un tramo de vía única sin electrificar.

## Historia
El apeadero fue abierto el 1 de julio de 1884 con la inauguración del ramal de Redondela hasta Pontevedra por parte de la Compañía del Ferrocarril de Medina a Zamora y de Orense a Vigo (generalmente abreviada como MZOV) cuando había concluido el trazado de la línea férrea que unía Monforte de Lemos con Vigo y que se pretendía prolongar a Portugal. En 1928, los graves problemas económicos que sufrían las empresas que gestionaban las líneas férreas del oeste español llevaron al estado a la nacionalización de las mismas y a su agrupación en la Compañía Nacional de los Ferrocarriles del Oeste. En 1941, Oeste se integró como el resto de compañías ferroviarias españolas en RENFE.
Desde el 31 de diciembre de 2004 Renfe Operadora explota la línea mientras que Adif es la titular de las instalaciones ferroviarias.

## Servicios ferroviarios

### Media Distancia
En el apeadero paran varios trenes de Media Distancia, comercializados como Regional, que tienen como paradas principales las ciudades de Vigo, Pontevedra, Santiago de Compostela y La Coruña.
| Línea MD | Servicio | Origen/Destino         | Paradas intermedias | Destino/Origen         |
| -------- | -------- | ---------------------- | --- | ---------------------- |
| 1        | Regional | Santiago de Compostela | Padrón · Puentecesures · Catoira · Villagarcía de Arosa · Pontevedra · Arcade · Cesantes · Redondela-Picota · Redondela                   | Vigo-Guixar            |
| 1        | Regional | Vigo-Guixar            | Redondela · Redondela-Picota · Cesantes · Arcade · Pontevedra · Portela · Villagarcía de Arosa · Catoira · Puentecesures · Padrón · Osebe | Santiago de Compostela |